# Friedrich Karl (Wied-Neuwied)

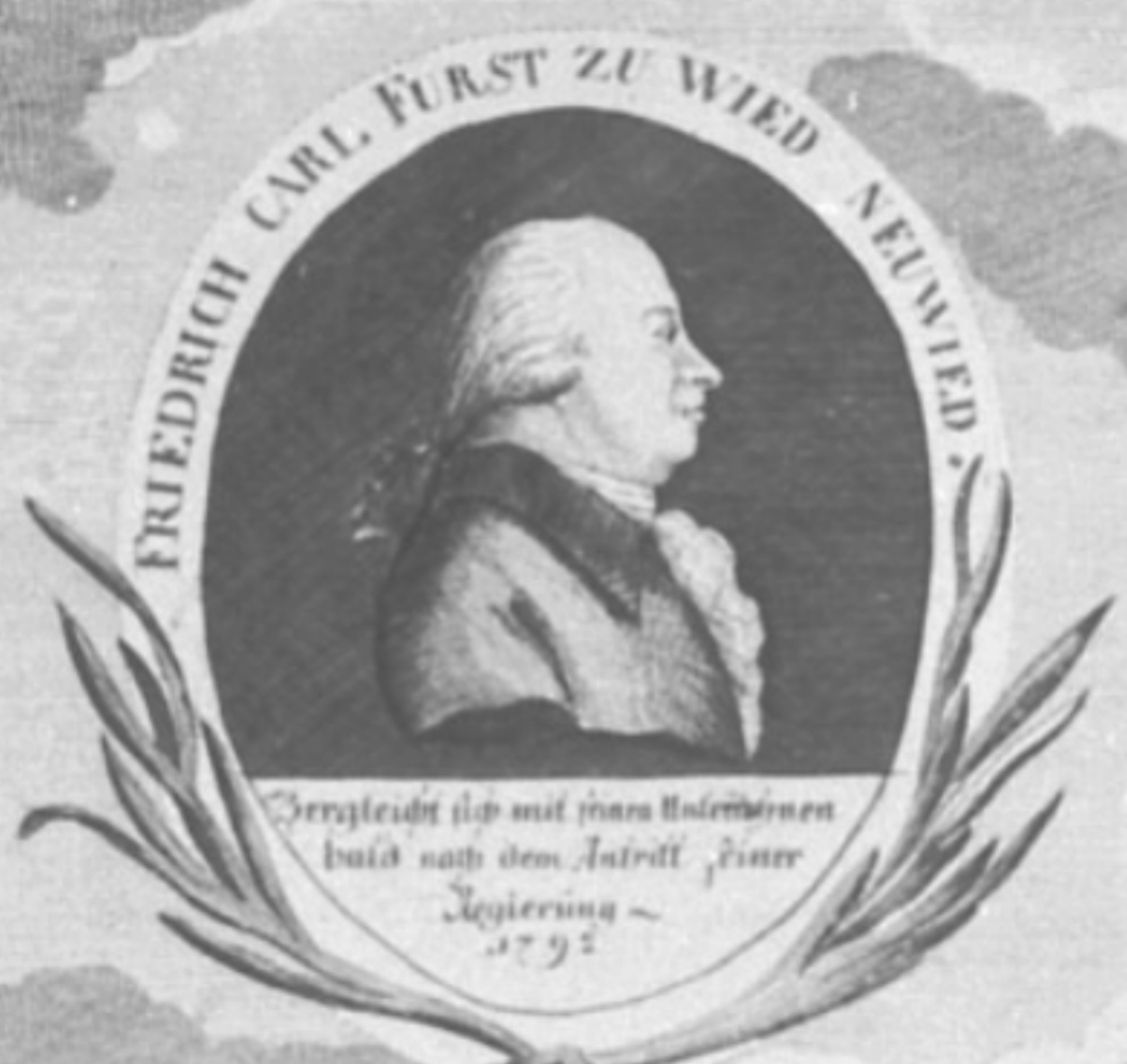
Friedrich Karl zu Wied-Neuwied

Fürst Friedrich Karl zu Wied-Neuwied (* 25. Dezember 1741 Schloss Hachenburg; † 1. März 1809 in Heidelberg) war der 2. Fürst von Wied und Graf zu Isenburg.
Er war Sohn von Johann Friedrich Alexander zu Wied-Neuwied (1706–1791) und dessen Frau Karoline von Kirchberg (1720–1795).

## Leben
Friedrich Karl studierte in Erlangen und Göttingen. Er litt nach eigener Aussage in jungen Jahren an „Melancholie“ und übermäßigen „Skrupeln“ in Fragen der Religion und der persönlichen Lebensführung einschließlich der Sexualität. Er soll seine Frau, mit der er 11 Kinder hatte, mit übermäßiger Sexsucht gequält und zahlreiche Mätressen unterhalten haben. Er entwickelte ausgefallene Ideen zur Landwirtschaft und Armenhilfe, die er auf einem Landgut umzusetzen versuchte, scheiterte dabei aber wirtschaftlich.

### Vereinbarung zur künftigen Regierung
Sein Vater versuchte 1788, ihn zu enterben, stieß damit aber auf Widerstand der Untertanen auf dem Land. Der Vater begnügte sich dann mit einer Vereinbarung („Revers“), die den Sohn gegen Übernahme von dessen Schulden dazu verpflichten sollte, bei der künftigen Regierung finanzielle Entscheidungen nur mit Zustimmung der Regierungsräte vorzunehmen. Als Garanten für die Einhaltung der Vereinbarung wurden Verwandte, die Fürsten von Wied-Runkel und Sayn-Wittgenstein-Berleburg, bestimmt.

### Regierungsübernahme
Als Friedrich Karl nach dem Tod des Vaters 1791 im Alter von 50 Jahren die Regierung übernahm, führte er zahlreiche Neuerungen ein, die auf großen Widerstand der fürstlichen Regierungsräte stießen. Er setzte unter anderem außergewöhnliche landwirtschaftliche Ideen um, organisierte das Militär wiederholt neu und wollte es für gewerbliche Arbeit einsetzen, reduzierte Beamtenbezüge, tauschte Regierungsräte aus, erließ Schuldnern des Fürsten die Zinszahlungen und zwang seine Familie zu spartanischer Lebensweise, während er seine aus einer Bauernfamilie stammende Mätresse, Katharina Rems, luxuriös ausgestattet haben soll.

### Vergleich mit den Bauern
1791 schloss Friedrich Karl mit Deputierten der bäuerlichen Untertanen einen Vergleich, mit dem ein seit 150 Jahren andauernder, zum Teil gewalttätiger Konflikt zwischen den bäuerlichen Untertanen und seinen Vorgängern beendet wurde. Der Konflikt ging vor allem um Rechte der Waldnutzung und führte zu verschiedenen langjährigen Prozessen vor dem Reichskammergericht. Die Bauern verzichteten in dem Vergleich auf Rückerstattung von zu viel erhobenen Steuern, die ihnen in einem Urteil vom 28. Januar 1791 zugesprochen worden waren. Der Fürst reduzierte Steuern, Abgaben und Dienstverpflichtungen der Bauern, hob deren Leibeigenschaft auf und überließ den Bauern größtenteils unentgeltlich, ansonsten weit unter dem Marktpreis, rd. 13.000 Morgen Wald und die Forstaufsicht. Damit wurde einerseits den Bauern der Verkauf von Holz ermöglicht, andererseits der Industrie in Neuwied eine indirekte Subvention durch verbilligten Holzverkauf für deren Energiebedarf entzogen. Wolfgang Troßbach interpretiert dies als Umkehrung einer „ursprünglichen Akkumulation“ (Anhäufung von Kapital) beim städtischen Bürgertum zu Lasten der ländlichen Untertanen.

### Imbecillitätsprozess
1792 erhoben die Garanten, die Fürsten von Wied-Runkel und Sayn-Wittgenstein-Berleburg, Klage vor dem Reichskammergericht auf Einhaltung des Revers und Absetzung des Fürsten wegen Schwachsinnigkeit („Imbecillität“). Werner Troßbach sieht den Vergleich mit den Bauern als den eigentlichen Grund für ihre Klage, weil er die Garanten bei deren eigenen Auseinandersetzungen mit Untertanen störte. Mit Urteilen vom 29. November 1792 und 22. Februar 1793 verfügte das Gericht, dass Regierungsgeschäfte nur mehr mit Einwilligung der Regierungsräte vorgenommen werden dürften, ermächtigte die Regierungsräte zu provisorischen Verfügungen und ordnete die Veröffentlichung eines Kommissionsberichtes an, der Regierungsunfähigkeit des Fürsten angegeben hatte. Damit war Friederich Karl faktisch bis auf weiteres abgesetzt. Der Prozess erregte deutschlandweit Aufsehen. Ein Wiederaufnahmeantrag wurde vom Gericht 1794 abgelehnt. Ein gleichzeitiger Rekurs an den Reichstag in Regensburg, betrieben von Friedrich Karl persönlich in Regensburg und beim Kaiser in Wien, führte 1794 zu einer Berichtsanforderung an das Gericht und schließlich zwei Jahre später zur Aufhebung des Gerichtsurteils und Wiedereinsetzung des Fürsten. Friedrich Karl hatte eine Mehrheit im Reichsfürstenrat davon überzeugt, dass der Vorwurf der Schwachsinnigkeit unbegründet war und das Gerichtsurteil von „Jakobinern“ bestimmt worden sei, wovon auch andere Fürsten betroffen sein könnten.

### Lebensende
Im ersten Revolutionskrieg mit Frankreich floh Friedrich Karl wie seine Familie nach Sachsen und später nach Frankfurt und kehrte erst nach dem Friedensschluss 1797 zurück. 1802 dankte er zu Gunsten seines Sohnes Johann August Karl ab, zunächst unter Vormundschaft der Mutter. Friedrich Karl wurde gleichzeitig von seiner Ehefrau geschieden. Er lebte bis zu seinem Tod mit einer Abfindung von jährlich 15.000 Gulden in Brüssel, Marseille, Freiburg im Breisgau und zuletzt in Heidelberg.

## Werke
- Friedrich Carl zu Wied-Neuwied: Vorschläge, Waisenhäuser vorteilhaft zum Glücke vieler Menschen einzurichten, auch mit geringen Kosten. Fleischer, Frankfurt 1787.
- Fürst Friedrich Carl Wied: Abdruck eines Pro memoria, welches der regierende Fürst zu Wied-Neuwied selbst verfasset und durch den Prokurator Wickh bey dem K.R. Kammergericht mit 24 vidimirten Beylagen im Junio 1792 übergeben lassen; Seine Vergleiche mit seinen Unterthanen und einige falsche Angaben betreffend. 1792. (Digitalisat).

## Familie
Seit 1766 war er mit Maria Luise Wilhelmine, Gräfin von Sayn-Wittgenstein-Berleburg (* 13. Mai 1747; † 15. November 1823) verheiratet. Das Paar hatte folgende Kinder.
- Clemens Carl Friedrich Ludwig Wilhelm (* 21. Dezember 1769; † 2. April 1800)
- Maria Karoline Christiane (* 1. März 1771; † 14. Februar 1803)
- Luise Philippine Charlotte (* 11. März 1773; † 18. April 1864) lieferte mit Carl Zeichnungen zu den Veröffentlichungen von Maximilian
- Christian Friedrich, (* 8. März 1775; † 27. Juli 1800) gefallen bei Niederaltaich
- Antoinette Charlotte Victoria (* 11. Oktober 1776; † 26. Oktober 1777)
- Johann August Karl (* 26. Mai 1779; † 21. April 1836), preußischer Generalleutnant

⚭ Auguste von Solms-Braunfels (* 24. Februar 1796; † 23. Januar 1855)
⚭ Henriette von Dobeneck (* 24. Mai 1781; † 16. August 1846)
- Ludwig Georg Karl (* 31. Dezember 1780; † 14. November 1781)
- Maximilian Alexander Philipp (* 23. September 1782; † 3. Februar 1867); preußischer Generalmajor und Forscher
- Heinrich Victor (* 6. November 1783; † 28. Januar 1812), österreichischer Offizier von 1801 bis 1811, 1812 in Spanien gefallen
- Carl Emil Friedrich Heinrich (* 20. August 1785; † 4. Oktober 1864), lieferte mit Luise Zeichnungen zu den Veröffentlichungen von Maximilian